# Becample negre-i-vermell
El becample negre-i-vermell (Cymbirhynchus macrorhynchos) és una espècie d'ocell de la família dels eurilaimids (Eurylaimidae) i única espècie del gènere Cymbirhynchus (Vigors, 1830). Habita boscos, matolls i terres de conreu del Sud-est Asiàtic, a l'oest de Myanmar, sud-oest de Tailàndia, Cambodja, sud del Vietnam, Malaia, Sumatra, i Borneo.

## Taxonomia
Segons algunes classificacionsla població de Birmània i sud de Tailàndia son en realitat una espècie diferent:
- Cymbirhynchus affinis Blyth, 1846 - becample de l'Irauadi.[3]